# Arvède Barine

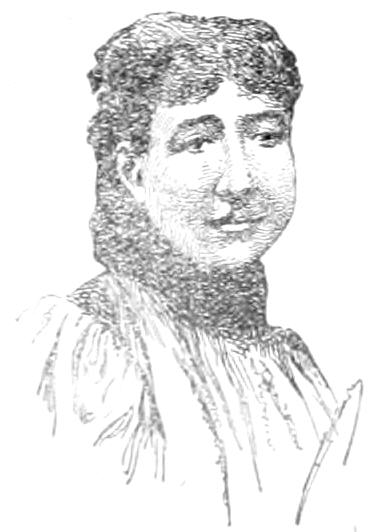
Arvède Barine

Arvède Barine, Pseudonym von Louise-Cécile Vincens, geb. Bouffé (* 17. November 1840 in Paris; † 14. November 1908 ebenda) war eine französische Historikerin, Biographin und Literaturkritikerin.

## Leben
Arvède Barine war eine Enkelin des unter Napoleon Bonaparte nach Frankreich eingewanderten Schweizer Staatsmannes Stapfer. Verheiratet war sie mit Charles Ernest Vincens (1836–1908). Sie trat mit Übersetzungen aus dem Russischen und Englischen hervor. So übertrug sie aus dem Englischen La Russie contemporaine (1872) von Herbert Barry und aus dem Russischen Souvenirs: enfance, adolescence, jeunesse (1886) von Tolstoi. Sie schrieb Artikel für die Revue politique et littéraire, Revue bleue, Revue des Deux Mondes, Nouvelle Revue u. a. Zeitschriften. In ihren literarischen und kulturgeschichtlichen Essays behandelte sie zumeist ausländische Erscheinungen, gewann im Journal des Débats Eingang mit Abhandlungen über Ibsen und war seit 1899 regelmäßige Mitarbeiterin des Figaro für Frauenfragen und Erziehungswesen. Um die Jahrhundertwende war sie Mitglied der Ligue de la patrie française, die sich als antidreyfusardische Bewegung gegründet hatte. Sie war Ritter der Ehrenlegion.

## Werke
- Portraits de femmes. Madame Carlyle. George Eliot, une détraquée , .... , 1887, von der Académie française gekrönt, 3. Auflage 1902
- Essais et fantaisies, 1888
- Princesses et grandes dames: Marie Mancini. La reine Christine. Une princesse arabe. La duchesse du Maine. La margrave de Bayreuth, 1890; 6. Auflage 1902
- Bernardin de Saint-Pierre, Biographie, 1891
- A. de Musset, Biographie, 1893; 3. Auflage 1900
- Névrosés : Hoffmann, Quincey, Edgar Poe, G. de Nerval, 1898
- Saint François d’Assise et la légende des trois compagnons, 1901
- La jeunesse de la Grande Mademoiselle (1627–1652), 1901
- Louis XIV et la Grande Mademoiselle (1652–1693), 1905
- Madame, mère du Régent, 1652– 1722, postumes Werk, von Louis Batiffol 1909 vollendet